# Corridor Douala Bangui
Le corridor Douala Bangui, est un des principaux axes de transport africain, il constitue un axe du réseau communautaire de la CEMAC. Le tracé d'une longueur de 1 500 km, est particulièrement essentiel aux échanges commerciaux de marchandises de la République centrafricaine, pays enclavé.

## Convention

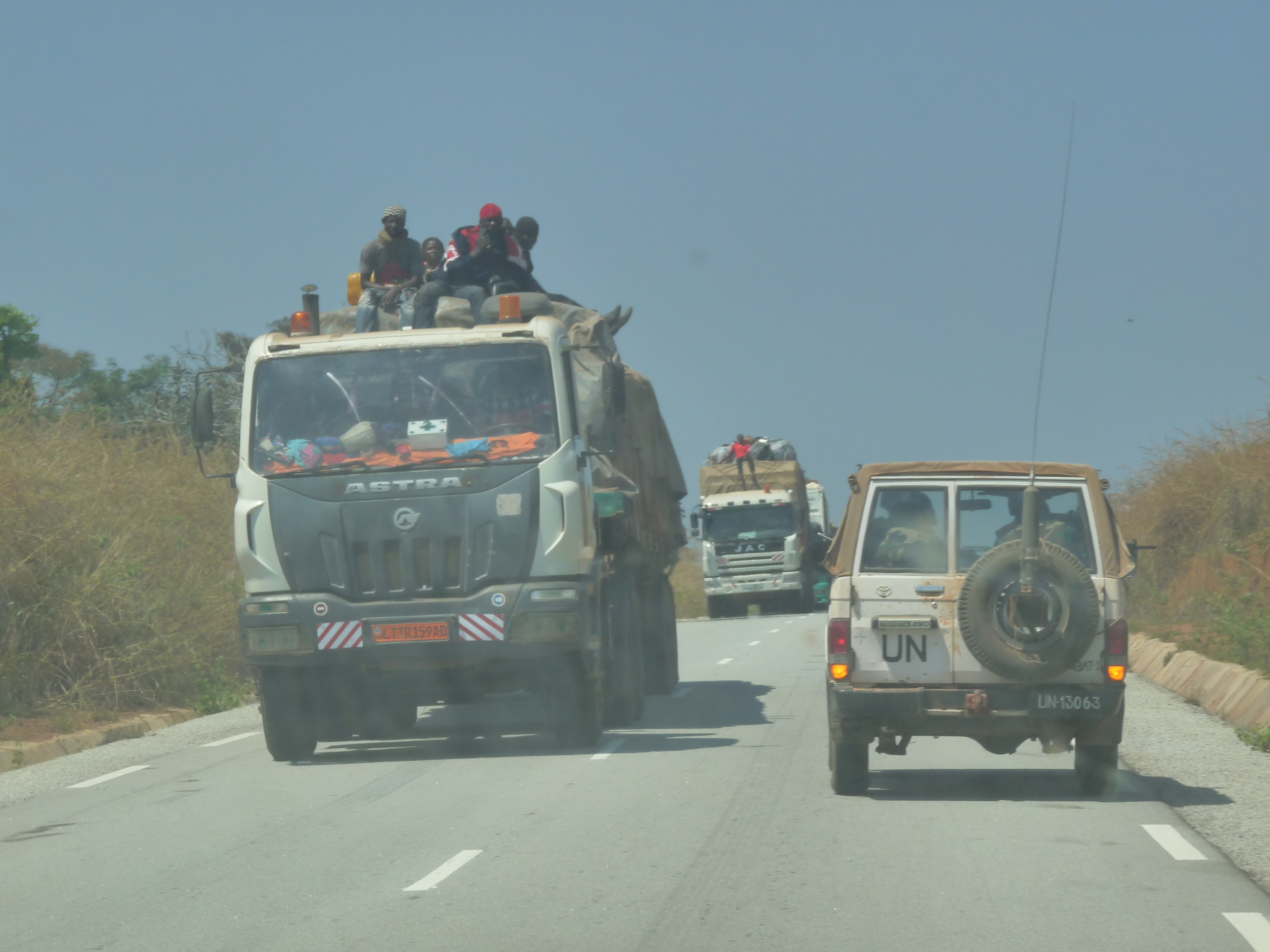
Camions chargés de marchandises et de passagers (2015)

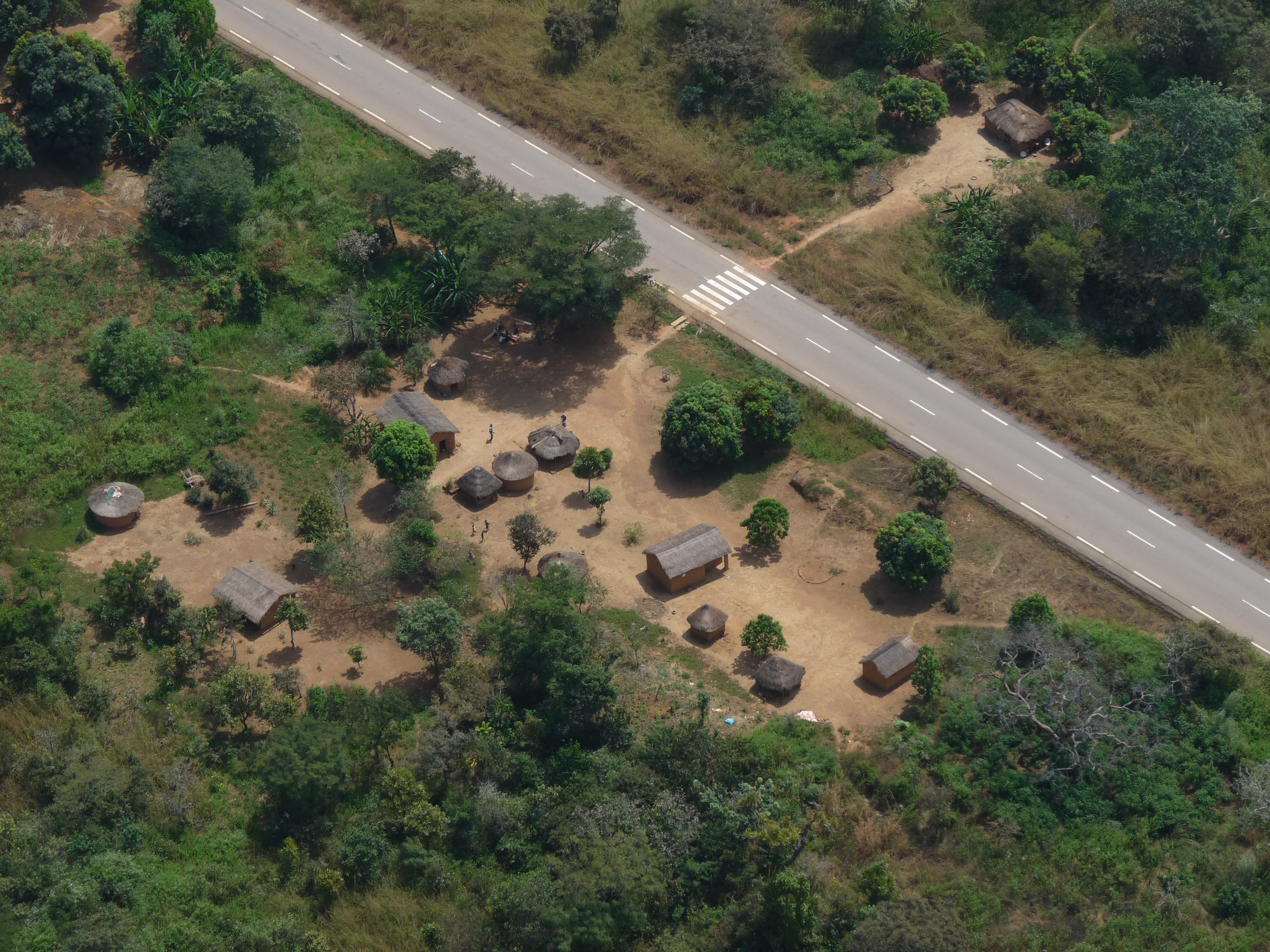
Axe traversant un village (Nana-Mambéré)

Son itinéraire s'inscrit dans le cadre de la convention en matière de transports terrestres de marchandises entre la république du Cameroun et la République centrafricaine du 22 décembre 1999. La répartition conventionnelle du fret en transit est de 60% pour les transporteurs centrafricains et 40% pour les transporteurs camerounais.

## Financement
Les travaux concernant cet itinéraire sont financés par l'Union européenne, la Banque mondiale et la Banque Africaine de Développement dans le cadre du programme de facilitation des transports.

## Conditions

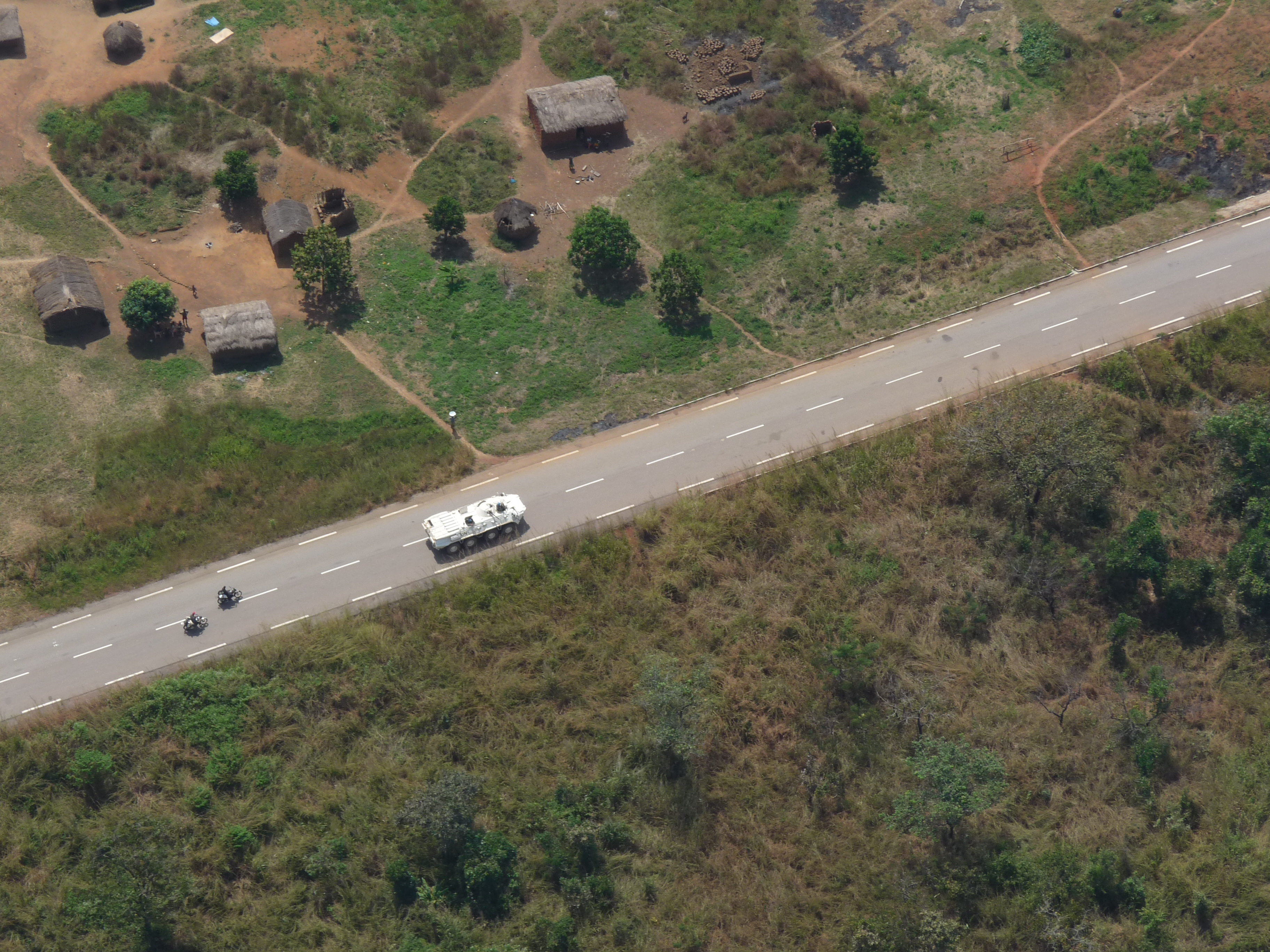
Véhicule escorte vu du ciel (2015)

À l'état actuel, les réseaux de transport routier dans la CEMAC offrent des conditions difficiles. Les délais de route de Douala - Bangui peuvent atteindre de 5 à 7 jours pour 1 500 km. Il est entrecoupé de nombreux points de contrôle et de stations de pesage. En octobre 2012, il faut de 15 à 28 jours pour transporter un conteneur de Douala à Bangui.

## Itinéraires
Cet axe est constitué de différents itinéraires et modes de transports reliant le Port autonome de Douala.
- Un parcours combiné rail-route de 1 789 km: chemin de fer entre Douala - Yaoundé - Belabo, puis par route de Belabo - Bonies - Bertoua - Garoua-Boulaï, Bangui. Ce parcours est utilisé pour les transports de grumes en provenance de République centrafricaine.
- Un parcours totalement routier de 1 500 km: Douala - Yaoundé - Bonis - Bertoua - Garoua-Boulaï - Bangui

### Parcours routier
- Douala (km 0), RN3
- Yassa, station de pesage quartier est de Douala
- Édéa, pont de franchissemenent de la Sanaga (km 69)
- Pouma (km 118), RN3
- Ndoupé (km 134)
- Yaoundé (km 248), RN10
- Ayos (km 378)
- Abong-Mbang (km 467)
- Bonis (km 567), RN1
- Bertoua (km 574)
- Ndokayo (km 733)
- Garoua-Boulaï (km 821), intersection vers le nord avec le corridor Douala -  Ndjaména
- Frontière :  Cameroun,  République centrafricaine (km 821)
- Beloko, RN3
- Baboua
- Bouar (km 979)
- Baoro (km 1039)
- Yaloké (km 1104)
- Bossembélé, (km 1172), intersection avec la RN1 : axe Bangui - Tchad
- Bangui (km 1329)